# Абачараев, Рамазан Арсланович
Рамазан Арсланович Абачараев (род. 9 апреля 1988, Буйнакск, Дагестанская АССР) — российский борец греко-римского стиля, чемпион и призёр чемпионатов России, обладатель Кубка европейских наций, обладатель Кубка мира в командном зачёте, чемпион мира, мастер спорта России международного класса (2016). Член сборной команды страны с 2013 года. Живёт в Ростове-на-Дону. Выступает за клуб ЦСП-1 (Ростов-на-Дону).

## Биография
Рамазан Абачараев родился в городе Буйнакск. Лакец.

## Спортивная карьера
В 2016 году в Будапеште стал чемпионом мира. За эту победу от имени лакского народа глава Кировского района Махачкалы Салих Сагидов вручил спортсмену ключи от нового автомобиля «Toyota Camry».

## Спортивные результаты
- Первенство мира среди юниоров 2008 — 5;
- Гран-при Иван Поддубный 2011 — 13;
- Кубок президента Казахстана 2012 — 7 место;
- Гран-при Иван Поддубный 2013 — ;
- Гран-при Ивана Поддубного 2014 — ;
- Чемпионат России по греко-римской борьбе 2014 — ;
- Кубок Алроса 2015 — ;
- Чемпионат России по греко-римской борьбе 2015 — ;
- Чемпионат России по греко-римской борьбе 2016 — ;
- Гран-при Ивана Поддубного 2016 — ;
- Кубок Алроса 2017 — ;
- Гран-при Ивана Поддубного 2018 — ;
- Чемпионат России по греко-римской борьбе 2019 — ;
- Чемпионат России по греко-римской борьбе 2020 — ;
- Чемпионат России по греко-римской борьбе 2021 — ;